# Omocnemus kochi
Omocnemus kochi är en skalbaggsart som beskrevs av Schein 1958. Omocnemus kochi ingår i släktet Omocnemus och familjen Melolonthidae. Inga underarter finns listade i Catalogue of Life.